# ADS 10288
ADS 10288 — кратная звезда в созвездии Геркулеса на расстоянии приблизительно 59 световых лет (около 18 парсек) от Солнца. Возраст звезды определён как в среднем около 5,63 млрд лет.
Открыта Александром Николаевичем Высоцким в 1958 году.
В 2022 году группой астрономов было объявлено об открытии объекта околопланетной массы HD 153557 Ab.
Вокруг звезды обращается, как минимум, две планеты.

## Характеристики
Первый компонент (V1090 Геркулеса (лат. V1090 Herculis), HD 153557A) — оранжевый карлик, вращающаяся переменная звезда типа BY Дракона (BY) спектрального класса K0V, или K0, или K3V, или K8V, или K8. Визуальная звёздная величина звезды — от +7,78m до +7,76m. Масса — около 0,714 солнечной, радиус — около 0,717 солнечного, светимость — около 0,265 солнечной. Эффективная температура — около 4737 K.
Второй компонент (HD 153557 Ab) — коричневый карлик. Масса — около 27,454 юпитерианской. Орбитальный период — около 40654,6 суток. Удалён в среднем на около 21,449 а.е..
Третий компонент (HD 153557B) — красный карлик спектрального класса M1,5V, или M1,5, или M2V, или M2. Визуальная звёздная величина звезды — +10,85m. Масса — около 0,627 солнечной, радиус — около 0,659 солнечного, светимость — около 0,0325 солнечной. Эффективная температура — около 3620 K. Удалён на 5 угловых секунд (50,12 а.е.). Орбитальный период — около 311 лет.
Четвёртый компонент (V1089 Геркулеса (лат. V1089 Herculis), HD 153525) — оранжевый карлик, вращающаяся переменная звезда типа BY Дракона (BY) спектрального класса K0V, или K0, или K3V, или K8V, или K8. Визуальная звёздная величина звезды — от +7,96m до +7,93m. Масса — около 0,699 солнечной, радиус — около 0,712 солнечного, светимость — около 0,245 солнечной. Эффективная температура — около 4739 K. Орбитальный период — около 64000 лет. Удалён от первого компонента на 112,4 угловой секунды (в среднем около 1862,77 а.е.), от третьего компонента на 117,2 угловой секунды.
Пятый компонент (WDS J16579+4722D). Визуальная звёздная величина звезды — +15m. Удалён на 25,9 угловой секунды.

## Планетная система
В 2022 году группой астрономов было объявлено об открытии планет HD 153557 Ac и HD 153557 Ad.
В 2019 году учёными, анализирующими данные проектов HIPPARCOS и Gaia, у звезды обнаружены планеты HIP 83020 e и HIP 83006 b.